# Республика Рио-Гранде
Республика Рио-Гранде (исп. República del Río Grande), независимое непризнанное государство в северной части Мексики, существовавшее с 17 января по 6 ноября 1840 года.

## Предпосылки отделения от Мексики
В 1821 году, после десяти лет борьбы, Мексика получила независимость от Испании. После неудачной попытки введения монархической формы правления, в Мексике в 1824 году была принята новая конституция. Согласно конституции были созданы Мексиканские Соединённые Штаты (исп. Estados Unidos Mexicanos) в форме федеративной республики подобно Соединённым Штатам Америки.
В 1833 году генерал Антонио Лопес де Санта-Ана был избран на пост президента Мексики; всё время своего первого пребывания в должности, он поддерживал федеративный статус Мексики. Однако после того, как некоторые члены правительства воспротивились новым политическим союзникам президента, Санта-Ана решил начать процесс формирования единого централизованного государства. Президент приостановил действие мексиканской конституции, распустил Конгресс и, таким образом, сосредоточил в своих руках диктаторские полномочия.
Это привело к восстаниям и появлению сепаратистских движений по всей стране, самым успешным из которых была Техасская революция. Менее успешными попытками отделения от Мексики были основания Республики Сакатекас и Республики Юкатан. В то же время в стране появлялись разного рода банды, стремившиеся расширять рабовладение. Многие каудильо, которые инициировали восстания и сепаратистские движения также и участвовали в них; позже многие сепаратистские движения переросли в насильственные захваты территорий.

## Восстание

территория Республики Рио Гранде в 1840 году

17 января 1840 года на ранчо Оревенья (исп. Oreveña) близ Ларедо состоялась встреча мексиканских политиков из штатов Коауила, Нуэво-Леон и Тамаулипас. Они выступили за начало восстания против федерального правительства, отделения от Мексики и создания нового государства-федерации трёх штатов со столицей в Ларедо. Однако ни конгрессы, ни правительства трёх штатов не поддержали усилия мятежных аристократов. Они запросили помощи у федерального правительства в Мехико и разрешения созвать войска для подавления мятежа.
Восставшие сформировали своё правительство:
- Президент — Хесус де Карденас
- Главнокомандующий армии — Антонио Росильйо
- Представитель от штата Тамаулипас — Хуан Непомусено Молано
- Представитель от штата Коауила — Франсиско Видаурри-и-Вилласеньйор
- Представитель от штата Нуэво-Леон — Мануэль Мария де Ллано
- Секретарь Совета — Хосе Мария Хесус Кабрахаль

После совещания, правительство в целях безопасности переехало в Нуэва-Сьюдад-Герреро в штате Тамаулипас. После сражения при Моралесе в марте 1840 года правительство перебралось в город Виктория в Техасе, где и оставалось до поражения восстания и ликвидации республики.